# 6824 Mallory
6824 Mallory là một tiểu hành tinh vành đai chính với chu kỳ quỹ đạo là 2009.7694895 ngày (5.50 năm).
Nó được phát hiện ngày 8 tháng 9 năm 1988.